# Daniel Rantzau
 Der er flere personer med dette navn, se Daniel Rantzau (lensgreve).
Daniel Rantzau (1529 – 11. november 1569) var dansk feltherre.
Studerede ved universitetet i Wittenberg og gik herefter i tjeneste hos hertug Adolpf af Gottorp i 1547.
Daniel Rantzau trådte i Frederik 2.'s tjeneste, da denne forberedte krig (Den Nordiske Syvårskrig) mod Sverige. Han deltog i kampene i Småland og fik kommandoen over den danske hær i Skånelandene i 1565 efter grev Günther von Schwartzburg og Otte Krumpen.
Samme år besejrede han overlegne svenske styrker i slaget ved Axtorna 20. oktober. Kong Frederik 2. udnævnte ham til "feltoberst" og belønnede ham med bl.a. Trøjborg Slot.
1567 – 1568 ledede han det danske vinterfelttog gennem Småland og Östergötland øst om Vättern til Linköping, hvorfra han vendte ubesejret tilbage til Skåne.
Daniel Rantzau faldt under belejringen af Varberghus i 1569. Hans epitafium i Westensee Kirke ved Kiel blev beskadiget af svenskerne under Kejserkrigen, men restaureret 1917.